# Five Fingers
Cet article concerne le film de Laurence Malkin (2006). Pour le film de Joseph L. Mankiewicz (1953), voir L'Affaire Cicéron. Pour le film de Bruce Malmuth (1990), voir Échec et Mort.

Five Fingers (littéralement cinq doigts) ou Échec et Mort au Québec est un film américain réalisé par Laurence Malkin en 2005 et sorti l'année suivante.

## Synopsis
Martjin, un jeune idéaliste, part au Maroc pour participer à un programme d'aide humanitaire. Il se fait kidnapper par un terroriste. S'ensuit alors une véritable torture physique et psychologique afin de connaitre les réelles intentions de son voyage.

## Fiche technique
- Titre : Five Fingers
- Réalisateur : Laurence Malkin (en)
- Scénario : Chad Thumann (en) et Laurence Malkin (en)
- Format : Couleur
- Genre : Thriller
- Durée : 87 min
- Pays de production :  États-Unis
- Dates de sortie : 
  - Émirats arabes unis : 25 août 2006
  - États-Unis :6 juillet 2006
- Distribution : Lionsgate Films
- Cinématographie : Alexander Gruszynski
- Interdit en France aux -12 ans

## Distribution
- Laurence Fishburne  (VF : Paul Borne et VQ : Éric Gaudry)  : Ahmet
- Ryan Phillippe  (VF : Vincent Barazzoni et VQ : Martin Watier)  : Martjin
- Mimi Ferrer : une Hollandaise
- Touriya Haoud  (VQ : Éveline Gélinas)  : Saadia
- Colm Meaney  (VQ : Manuel Tadros)  : Gavin
- Said Taghmaoui : Dark eyes
- Gina Torres  (VF : Maïk Darah et VQ : Catherine Hamann)  : Aicha